# Castelnau-Durban
Castelnau-Durban es una localidad  y comuna francesa, situada en el departamento del Ariège en la región de Mediodía-Pirineos. 
A sus habitantes se les conoce por el gentilicio en idioma francés de Castelnau-Durbannais.

## Demografía
| 593 | 550 | 522 | 479 | 437 | 423 |
| Para los censos de 1962 a 1999 la población legal corresponde a la población sin duplicidades (Fuente: INSEE [Consultar]) |     |     |     |     |     |

(Población sans doubles comptes según la metodología del INSEE).